# 大钦茂
渤海文王（？—793年），諱大欽茂，是渤海国的第三代君主，在位期間737年至793年。

## 生平
737年（唐開元二十五年；渤海国仁安18年），大武艺去世，大欽茂权知国务。
738年（唐開元二十六年；渤海国大興元年）正月，大欽茂改渤海国年號為大興。六月，唐玄宗撰《吊渤海郡王大欽茂書》、《冊渤海郡王大欽茂文》等兩文，冊封大武藝的嫡子大欽茂為渤海郡王。任命为左金吾卫大将军（一作左骁卫大将军）、忽汗州都督。
大欽茂在位期間，努力改善與唐朝的外交關係，並將渤海國的國力擴張至今日中國吉林省的琿春，致力发展文化。多次遣使朝唐，请写《汉书》《三国志》《晋书》《唐礼》《十六国春秋》等。755年（大興十八年）迁都上京龙泉府（今黑龙江宁安县东京城）。唐朝任命他为太子詹事，进太子宾客。並因協助唐朝平定安史之亂，762年（大興二十五年），唐肃宗下诏以渤海为国，大欽茂獲得晉封為渤海國王，加检校太尉。二女貞惠公主、四女貞孝公主的墓志铭称大钦茂为大兴宝历孝感金轮圣法大王。765年（大興二十八年），加拜司空兼太尉。774年（大興三十七年），改元宝历，后来又恢复大兴纪年。777（大兴四十年），向唐朝进献日本舞女及方物。785年（大興四十八年），移都东京龙原府（今珲春县八连城）。
關於對日本方面，渤海國則逐漸淡化了與日本間的軍事往來，改為以文化交流和商業活動為主。739年（大兴二年），派遣都督胥要德等使日本，并护送日本遣唐使平群广成归国。此外，由於渤海國對於唐朝與日本兩國的往來都是採取朝貢貿易的形式，而日本方面對於來自渤海國的貢品，往往給予數倍的回賜，因此渤海國從日本獲取較大的利益，這使得當時的日本財政受到了影響，故接待使節及回賜的費用達到較大規模後，日本制定了十二年一次使節來朝等限制。二者往來一直持續到渤海滅亡為止。
大欽茂在位期间，维续积极接受唐朝文化及政治制度，推行郡县制度，进一步设置京、府、州、县。推行中原王朝政策，营建上京龙泉府与东京龙原府，实行五京制度。派学生学习唐朝典章制度和文化，促进渤海国的发展。
794年（大興五十七年）三月四日大欽茂去世，谥文王。族弟大元義即位。

## 家庭

### 父母
- 父亲 大武艺

### 兄弟
1. 世子大都利行
2. 左領軍衛員外大將軍大蕃
3. 大義信
4. 左武衛大將軍大勗進

### 妻妾
- 孝懿皇后某氏[4]

### 子女

#### 子
1. 世子大宏臨
2. 大貞斡
3. 質子大英俊
4. 大嵩璘

#### 女
- 贞惠公主，次女
- 贞孝公主，四女

## 《桓檀古记》
《桓檀古记》称大欽茂的名字是大欽武，被尊为世宗光聖文皇帝。

## 腳注
1. ↑   本作品收錄於：《全唐文/卷0039》
2. ↑   本作品收錄於：《全唐文/卷0040》
3. ↑  《日本後紀》卷4、《類聚國史》卷193。
4. ↑  渤海国的“朋友圈”︱偏居一隅的渤海国如何走出去 （页面存档备份，存于）：「……那么2004-2005年在吉林和龙再次出土两方重要汉文墓志——渤海国第三代文王孝懿皇后墓志……」

| 前任： 渤海武王大武藝 | 渤海郡王 （737－762） | 繼任： 晋升国王       |
| 前任： 由郡王晋升     | 渤海国王 （762－793） | 繼任： 渤海廢王大元義 |